# Rue d'Orchampt
Rue d'Orchampt är en gata på Montmartre i Quartier des Grandes-Carrières i Paris 18:e arrondissement. Rue d'Orchampt börjar vid Rue Ravignan 15 och slutar vid Rue Lepic 100. Gatunamnet är av oklart ursprung. Den franska sångerskan och skådespelerskan Dalida (1933–1987) bodde vid Rue d'Orchampt 11 bis från 1962 till sin död.
Rue d'Orchampt har Paris smalaste trottoar.

## Omgivningar
- Sacré-Cœur
- Saint-Pierre de Montmartre
- Place Dalida
- Maison de Dalida
- Place Émile-Goudeau
- Place Jean-Baptiste-Clément

## Bilder
| - Rue d'Orchampt. - Maison de Dalida. |

## Kommunikationer
- Tunnelbana – linje  – Lamarck – Caulaincourt
- Tunnelbana – linje  – Abbesses
- Busshållplats Moulin de La Galette – Paris bussnät, linje 40